# Georg Marco
Georg Marco (født 29. november 1863 i Czernowitz, død 29. august 1923 i Wien) var en østrigsk skakmester og -skribent.